# روابط چین و ویتنام
روابط بین ویتنام و چین (چینی: 中越关系، پینیین: Zhōng-Yuè Guān Xì ; ویتنامی: Quan hệ Việt–Trung) به مدت چندین هزار سال گسترده بود و به ویژه ویتنام شمالی طی دوران تاریخی تحت تأثیر شدید حوزه فرهنگی چین بود. با وجود پیشینه چین‌کره‌ای بودن و سوسیالیستی آنها، این که ویتنام به تسخیر سلف امپریالیستی چین مدرن درآمد و همچنین تنش‌های امروزی روابط دوطرف را محتاطانه ساخته‌است. جمهوری خلق چین (PRC) که توسط حزب کمونیست چین اداره می‌شود، در طول جنگ ویتنام به ویتنام شمالی و حزب کمونیست ویتنام (CPV) کمک کرد در حالی که جمهوری چین مستقر در تایوان با ویتنام جنوبی متحد بود. روابط تایوان و ویتنام با روابط ویتنام جنوبی و تایوان آغاز شد و در سطوح غیررسمی انجام می‌شود.
پس از سقوط سایگون در سال ۱۹۷۵ و در پی آن اتحاد مجدد ویتنام در سال ۱۹۷۶، روابط طرفین رو به سردی گذاشت. ویتنام خمرهای سرخ، حزبی که مورد حمایت چین بود و مرتکب نسل‌کشی شده بود را از قدرت در کامبوج برکنار کرد. چین در سال ۱۹۷۹ به ویتنام حمله کرد و جنگ چین و ویتنام آغاز شد. چین تسلط ویتنام بر هندوچین را ناشی از میراث تاریخی ویتنام (مین مانگ) می‌پنداشت، در حالی که ویتنام تمایل داشت در مرزهای غربی اش همسایگان دوست با ویتنام (لائوس و کامبوج) داشته باشد.
حملات و زد و خوردهای در مرزها آغاز شد که در آن چین و ویتنام از سال ۱۹۷۹ تا ۱۹۹۰ با یک جنگ طولانی مرزی جنگیدند. دو کشور در سال ۱۹۹۱ رسما روابط دیپلماتیک خود را عادی کردند. اگرچه هر دو طرف از آن زمان برای بهبود روابط دیپلماتیک و اقتصادی خود تلاش کردند، اما دو کشور همچنان بر سر مسائل سیاسی و سرزمینی در دریای چین جنوبی (یا دریای شرقی) اختلاف دارند. چین و ویتنام ۷۹۶ مایل مرز مشترک دارند. در سال ۲۰۱۴، نظرسنجی انجام شده توسط مرکز تحقیقات پیو نشان داد که ۸۴ درصد ویتنامی‌ها نگران هستند که اختلافات مربوط به دریای چین جنوبی منجر به درگیری نظامی شود. با این حال، دو کشور برای خویشتن داری و همچنین ثبات حال و آینده تلاش کرده‌اند. احزاب سیاسی دو کشور، اگرچه با نگرانی‌های متعددی مواجه بودند، اما از آن زمان تاکنون روابط ایدئولوژیک خود را حفظ کرده‌اند.

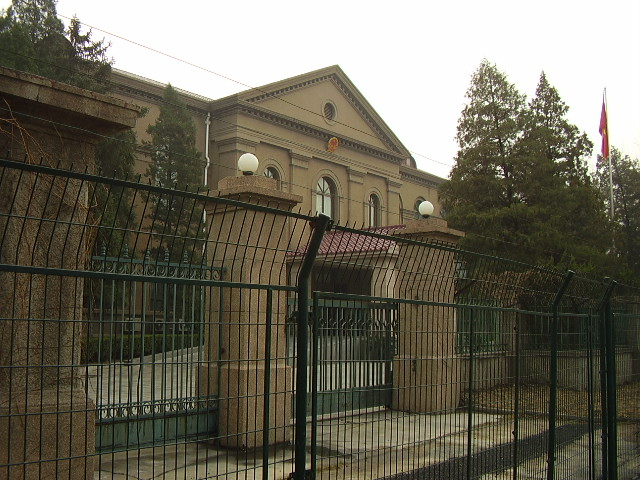
سفارت ویتنام در چین

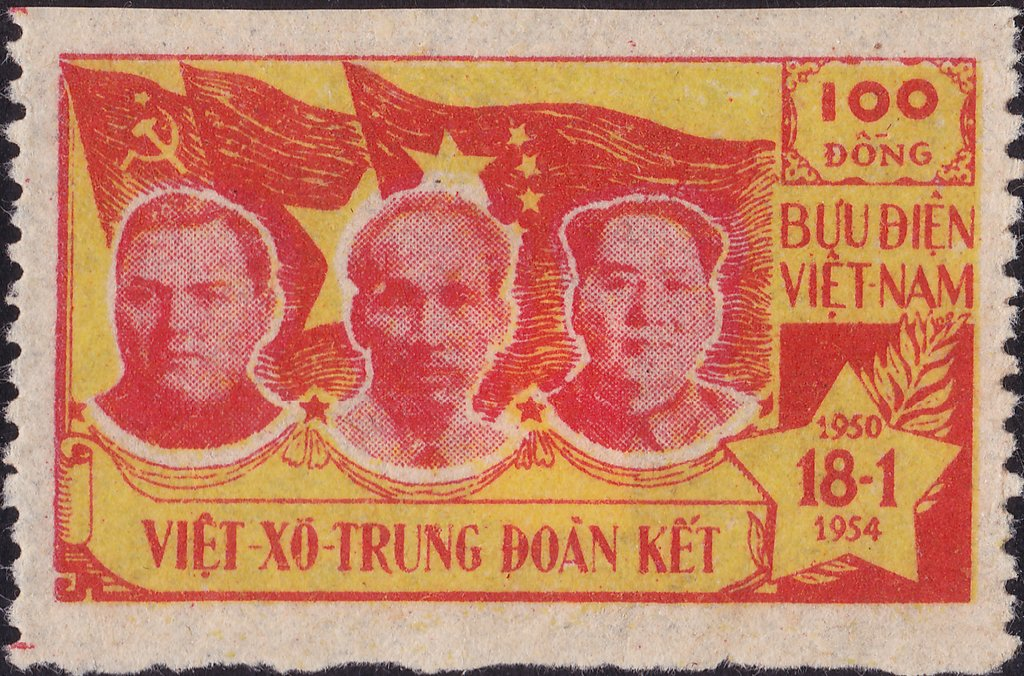
تمبر پستی رهبر ویتنامی هوشی مین با رهبر چین مائو تسه تونگ و رهبر شوروی گئورگی مالنکوف در سال ۱۹۵۴